# Szinkronúszás a 2008. évi nyári olimpiai játékokon
A 2008. évi nyári olimpiai játékokon a szinkronúszás versenyszámait augusztus 18. és 23. között rendezték a „vizeskockában”. Két versenyszámban, párosban és csapatban avattak olimpiai bajnokot.

## Éremtáblázat
(A rendező ország csapata eltérő háttérszínnel, az egyes számoszlopok legmagasabb értéke vagy értékei vastagítással kiemelve.)
| A 2008. évi nyári olimpiai játékok éremtáblázata szinkronúszásban | A 2008. évi nyári olimpiai játékok éremtáblázata szinkronúszásban | A 2008. évi nyári olimpiai játékok éremtáblázata szinkronúszásban | A 2008. évi nyári olimpiai játékok éremtáblázata szinkronúszásban | A 2008. évi nyári olimpiai játékok éremtáblázata szinkronúszásban | Olimpia  |
| ----------------------------------------------------------------- | ----------------------------------------------------------------- | ----------------------------------------------------------------- | ----------------------------------------------------------------- | ----------------------------------------------------------------- | -------- |
|                                                                   | Ország                                                            | Arany                                                             | Ezüst                                                             | Bronz                                                             | Összesen |
| 1.                                                                | Oroszország (RUS)                                                 | 2                                                                 | 0                                                                 | 0                                                                 | 2        |
|                                                                   |                                                                   |                                                                   |                                                                   |                                                                   |          |
| 2.                                                                | Spanyolország (ESP)                                               | 0                                                                 | 2                                                                 | 0                                                                 | 2        |
|                                                                   |                                                                   |                                                                   |                                                                   |                                                                   |          |
| 3.                                                                | Japán (JPN)                                                       | 0                                                                 | 0                                                                 | 1                                                                 | 1        |
|                                                                   | Kína (CHN)                                                        | 0                                                                 | 0                                                                 | 1                                                                 | 1        |
|                                                                   |                                                                   |                                                                   |                                                                   |                                                                   |          |
| Összesen                                                          | Összesen                                                          | 2                                                                 | 2                                                                 | 2                                                                 | 6        |

## Érmesek
| A 2008. évi nyári olimpiai játékok érmesei szinkronúszásban | | | |
| Versenyszám                                                 | Arany | Ezüst | Bronz |
| Páros                                                       | Oroszország (RUS) · Anasztaszija Davidova · Anasztaszija Jermakova | Spanyolország (ESP) · Andrea Fuentes · Gemma Mengual | Japán (JPN) · Harada Szaho · Szuzuki Emiko |
| Csapat                                                      | Oroszország (RUS) · Anasztaszija Davidova · Marija Gromova · Elvira Haszjanova · Natalja Iscsenko · Anasztaszija Jermakova · Olga Kuzsela · Jelena Ovcsinnyikova · Szvetlana Romasina · Anna Sorina | Spanyolország (ESP) · Alba María Cabello · Raquel Corral · Andrea Fuentes · Thaïs Henríquez · Laura López · Gemma Mengual · Gisela Morón · Irina Rodríguez · Paola Tirados | Kína (CHN) · Csang Hsziao-huan (Zhang Xiaohuan) · Csiang Ting-ting (Jiang Tingting) · Csiang Ven-ven (Jiang Wenwen) · Huang Hszüe-csen (Huang Xuechen) · Ku Pej-pej (Gu Beibei) · Liu Ou · Lo Hszi (Luo Xi) · Szun Csiu-ting (Sun Qiuting) · Vang Na (Wang Na) |

## Lebonyolítás
Minden verseny kínai időpont szerint szerepel. (UTC+8)
| Nap                          | Időpont     | Esemény                         |
| ---------------------------- | ----------- | ------------------------------- |
| 2008. augusztus 18., hétfő   | 15:00–16:40 | Páros technikai program         |
| 2008. augusztus 19., kedd    | 15:00–17:10 | Páros szabadprogram (selejtező) |
| 2008. augusztus 20., szerda  | 15:00–16:30 | Páros szabadprogram (döntő)     |
| 2008. augusztus 22., péntek  | 15:00–15:45 | Csapat technikai program        |
| 2008. augusztus 23., szombat | 15:00-15:45 | Csapat szabadprogram (döntő)    |

## Kvalifikált nemzetek

### Csapatverseny
| Esemény                      | Dátum                       | Helyszín       | Kvóta | Kvalifikált nemzetek                             |
| ---------------------------- | --------------------------- | -------------- | ----- | ------------------------------------------------ |
| Rendező                      | –                           | –              | 1     | Kína (CHN)                                       |
| Európai szinkronúszókupa     | 2007. május 30. – június 2. | Róma           | 1     | Oroszország (RUS)                                |
| 2007-es pánamerikai játékok  | 2007. július 13–29.         | Rio de Janeiro | 1     | Egyesült Államok (USA)                           |
| Afrika-bajnokság             | 2007. december 4–5.         | Kairó          | 1     | Egyiptom (EGY)                                   |
| Óceániai kvalifikációs torna | 2007. július 19–22.         | Zürich         | 1     | Ausztrália (AUS)                                 |
| Olimpiai kvalifikációs torna | 2008. április 16–20.        | Peking         | 3     | Spanyolország (ESP) · Japán (JPN) · Kanada (CAN) |
| Összesen                     |                             |                | 8     |                                                  |

### Páros
| Esemény                        | Dátum                | Helyszín | Kvóta | Kvalifikált nemzetek |
| ------------------------------ | -------------------- | -------- | ----- | --- |
| Korábban kvalifikálták magukat | –                    | –        | 8     | Kína (CHN) · Oroszország (RUS) · Egyesült Államok (USA) · Egyiptom (EGY) · Ausztrália (AUS) · Spanyolország (ESP) · Japán (JPN) · Kanada (CAN) |
| Óceaniái kvalifikációs torna   | 2007. július 19–22.  | Zürich   | 1     | Új-Zéland (NZL) |
| Olimpiai kvalifikációs torna   | 2008. április 16–20. | Peking   | 15    | Olaszország (ITA) · Ukrajna (UKR) · Görögország (GRE) · Hollandia (NED) · Svájc (SUI) · Brazília (BRA) · Franciaország (FRA) · Izrael (ISR) · Észak-Korea (PRK) · Kazahsztán (KAZ) · Mexikó (MEX) · Nagy-Britannia (GBR) · Fehéroroszország (BLR) · Csehország (CZE) · Ausztria (AUT) |
| Összesen                       |                      |          | 24    | |